# باربرا فيث
باربرا فيث (بالإنجليزية: Barbara Faith)‏ (19 فبراير 1921، كليفلاند في الولايات المتحدة - 10 أكتوبر 1995)؛ كاتِبة وروائية أمريكية.